# Милько Володимир Іванович
Володимир Іванович Милько (нар. 20 червня 1987, Нехаївка, Чернігівська область, УРСР) — український історик, старший науковий співробітник Інституту історії України НАН України, кандидат історичних наук.

## Життєпис
Народився 20 червня 1987 року в селі Нехаївка Коропського району Чернігівської області.
У 2004—2009 роках навчався на історичному факультеті Національного педагогічного університету імені М. Драгоманова в Києві, здобув звання магістра з відзнакою. Після завершення навчання працював за сумісництвом старшим викладачем навчально-підготовчого відділення Інституту дистанційного навчання НПУ ім. М. П. Драгоманова та навчався на аспірантурі в Інституті історії України НАН України (ІІУ НАНУ). 2012 року захистив дисертацію на здобуття звання кандидата історичних наук на тему «Участь депутатів від українських губерній і міст у роботі І–IV Державних дум Російської імперії (1906—1917 рр.)» (науковий керівник — О. Реєнт).
З 2012 року — молодший науковий співробітник, з 2013 — науковий співробітник, з 2017 — старший науковий співробітник відділу історії України ХІХ — початку ХХ ст. та член Вченої ради Інституту історії НАНУ (з 2017). За сумісництвом у 2012—2018 роках викладав в Інституті права та суспільних відносин Відкритого міжнародного університету розвитку людини «Україна».
Член предметної комісії з історії України III етапу Всеукраїнського конкурсу-захисту науково-дослідницьких робіт учнів-членів Малої академії наук України (з 2011), редакційної колегії «Українського історичного збірника» (2015—2018) та журналу «Краєзнавство» (з 2016), Президії Національної спілки краєзнавців України (з 2017), голова Ради молодих вчених ІІУ (2015—2023).
Воював у Збройних силах України під час російського вторгнення 2022 року під позивним «Кандидат»: спершу в 23-му окремому стрілецькому батальйоні, згодом — у 47-й окремій механізованій бригаді. Отримав два тяжкі кульові поранення: в голову та лікоть лівої руки; останнє, у вересні 2023 року, спричинило ампутацію лівої руки.

## Основні праці
До сфери наукових інтересів належать політичні процеси в Російській імперії на початку XX століття та розвиток освіти в Україні в XIX — на початку XX століття.
Володимир Милько є автором наукових статей, власної та колективних монографій, навчально-методичних видань. Автор статті про Михайла Юзефовича для Енциклопедії історії України.
- Милько Володимир. Українське представництво в Державній думі Російської імперії (1906–1917) / Відп. ред. О. П. Реєнт. НАН України. Інститут історії України. — К. : Інститут історії України, 2016. — 396 с.
- Милько В. І. Юзефович Михайло Володимирович // Енциклопедія історії України : у 10 т. / редкол.: В. А. Смолій (голова) та ін. ; Інститут історії України НАН України. — К. : Наукова думка, 2013. — Т. 10 : Т — Я. — С. 697—698. — ISBN 978-966-00-1359-9.
- Нова історія в художньо-літературних образах (кінець XVIII — ХІХ ст.): книга для читання; за заг. ред. В. В. Ткаченка. — Кам'янець-Подільський: Аксіома, 2014. — 152 с. (співавт. І. А. Коляда, О. Ю. Кирієнко)
- Всесвітня історія. 9 клас. Книга для вчителя; за заг. ред. О. П. Реєнта. — Кам'янець-Подільський: Аксіома, 2014. — 440 с. (співавт. І. А. Коляда, О. Ю. Кирієнко)
- Історія України. 10 клас: [збірник документів і матеріалів]; за науковою редакцією члена-кореспондента НАН України, доктора історичних наук, професора О. П. Реєнта. — Кам'янець-Подільський: Аксіома, 2014. — 316 с. (співавт. І. А. Коляда, О. Ю. Кирієнко)
- Історія України. 10 клас. Книга для вчителя. — Кам'янець-Подільський: Аксіома, 2014. — 832 с. (співавт. І. А. Коляда, О. Ю. Кирієнко)
- Історія держави і права України // Правознавство: навчальний посібник [в 6 ч. Ч. 1]. — за заг. ред. В. В. Галунько. — К.: Університет «УКРАЇНА», 2013. — С. 232—262
- Всесвітня історії. Книга для вчителя. 9 клас. / За заг. ред. О. П. Реєнта. — Тернопіль: Підручники і посібники, 2010. — 416 с. (співавт. І. Коляда, О. Кирієнко)
- Історія України. Збірник тестових завдань / За наук. ред. О. П. Реєнта. — К.: Грамота, 2008. — 136 с. (співавт. О. Ю. Кирієнко, О. В. Куриленко, Ю. А. Шеремета)
- Позиція депутатів IV Державної думи щодо «галицького питання» // Велика війна 1914–1918 рр. і Україна. У 2-х кн. – Кн. 1: Історичні нариси / Упорядн. О.П. Реєнт; Ред. кол.: В.А. Смолій (голова), О.П. Реєнт (відп. ред.) В.В. Шевченко (відп. секр.) та ін. НАН України. Інститут історії України. — К. : ТОВ «Видавництво „КЛІО“», 2013. — С. 326–333.
- Діяльність спецслужб в Україні // Велика війна 1914—1918 рр. і Україна. У 2-х кн. — Кн. 1: Історичні нариси / Упорядн. О. П. Реєнт; Ред. кол.: В. А. Смолій (голова), О. П. Реєнт (відп. ред.) В. В. Шевченко (відп. секр.) та ін. НАН України. Інститут історії України. — К.: ТОВ «Видавництво „КЛІО“», 2014. — С. 217—234.

## Нагороди
- Лауреат Премії імені Дмитра Яворницького Національної спілки краєзнавців України (2023)[4].